# Damiq-ilishu
Damiq-ilishu ou Damiq-ilišu fut le quinzième et dernier roi de la Ire dynastie d'Isin. Il régna vers 1816-1794 av. J-C.
Son règne vit le retour en force des armées de Larsa contre Isin. La ville sainte de Nippur est prise par Rîm-Sîn Ier en 1802 av. J-C. La ville d'Al-Damiq-ilišu tombe en 1799. Isin subit aussi un raid de Sin-muballit de Babylone qui pille la ville en 1797 av. J-C. Le coup de grâce est porté par Larsa qui s'empare de Dunnum (1795 av. J-C) puis d'Isin elle-même en 1794 av. J-C. Cela met fin à la dynastie et Isin est annexée par Larsa.